# روبرت الكسندر كاميرون
روبرت الكسندر كاميرون (بالإنجليزية: Robert Alexander Cameron)‏ هو ضابط وصحفي وسياسي أمريكي، ولد في 22 فبراير 1828 في بروكلين في الولايات المتحدة، وتوفي في 15 مارس 1894 في كانون سيتي في الولايات المتحدة. انتخب عضو مجلس نواب إنديانا.